# 60 gags de Boule et Bill no 5
Pour les articles homonymes, voir 60 gags de Boule et Bill.
60 gags de Boule et Bill N° 5 est le 5e album de la série de bande dessinée Boule et Bill de Jean Roba. L'ouvrage est publié en 1969.

## Historique
L'album publie 60 gags entre le no 317 et le no 375, ainsi que le no 377, qui ont été pré-publiés dans les éditions du journal Spirou entre le no 1485 à 1549 durant les années 1966 et 1967.
En 1999, à l'occasion des 40 ans de la série, la collection a été refondue : les albums, qui comportaient auparavant 64, 56 ou 48 pages, sont uniformisés en 44 planches. Leur nombre passe ainsi de 21 à 24. Ainsi, les gags de 60 gags de Boule et Bill N° 5 sont repris dans les nouveaux albums n° 8 (Souvenirs de famille) et n° 9 (Le fauve est lâché).

## Présentation de l'album
Boule, un petit garçon comme les autres, a comme meilleur copain Bill, son facétieux cocker. Les gags sont basés sur la vie quotidienne de Boule et Bill.
Les gags no 328 à no 331 à la période hivernale, tandis Les épisodes no 355 à no 360 sont liés aux vacances d'été à la mer, respectivement à la fin de l'année 1966 et à l'été 1967 au moment de leurs pré-publications.

## Gags
- Il fait des bonds, il fait des bonds... (no 317)
- Z'avez pas vu mirza ?
- Je cherche un homme
- Chante, chante encore dans la nuit (no 320)
- Ami, entends-tu... ?
- Ils sont partis sur la barque légère
- Quand c'est aux piétons de passer
- Taîaut, taîaut !
- Merci, trois fois merci
- Minnie, ma p'tite souris
- Certains courent après la vie...
- Etoile des neiges
- Pistons, pistons, pistons...
- Voilà, voilà ce que je veux vous dire... (no 330)
- Tombe la neige
- Les enfants d'la balle
- Toréador, prends Ga-aa-arde !
- Veux-tu ma photographie ?
- Je ne peux plus rentrer chez moi...
- Je tire ma révérence...
- Ba-allons !
- Tom nom
- Je suis né avec des yeux d'ange et des fosettes aux creux des joues
- Quand je monte, je monte chez toi (no 340)
- Sur le fil
- Dans les plaines du Far west
- Partant pour la croisades
- J'ai tant de rêve dans mes bagages
- Bon anniversaire
- Où sont passées mes pantoufles ?
- Ne m'suivez donc pas comme ça
- De l'art, splendeur immortelle
- C'est le train du plaisir qui passe
- Moi, j'tricote dans mon coin (no 350)
- Quand j'danse avec le grand frisé
- La plage aux romantiques
- Blond, blanc, bleu
- Mon petit ventre, réjouis-toi
- La mer
- La source
- Il était jeune, il était beau, il sentait bon le sable chaud
- Plein soleil
- Les copains d'abord
- En septembre à Paris (no 360)
- Une cloche sonne, sonne
- Je cherche fortune
- Monsieur le Président-directeur général
- Figaro-ci, Figaro-là
- Tout passe, tout lasse, tout casse
- Viens à la maison
- C'est pas tous les jours qu'on rigole, parole, parole
- Hello, good bye
- Si vous voulez faire mon boheur, emmenez-moi voir un film d'horreur
- La chasse aux papillons (no 370)
- Tagada, tagada, voilà les daltons
- On m'appelle la terreur du Texas
- Hue ! Hue ! A dada !
- Fais-les danser, Julie
- Allez France ! (no 375)
- Tour finit par des chansons (no 377)

### Éléments humoristiques
Dans le gag no 322, Boule et Papa chantent La Chanson du vieux marin (Andrieu - Léo Daniderff). Dans l'épisode no 322, les deux admiratrices font références à Johnny Weissmuller et Johnny Hallyday.

## Personnages principaux
- Boule, le jeune maître de Bill.
- Bill, le cocker roux susceptible et farceur.
- Pouf, le meilleur ami de Boule.
- Les parents de Boule.

### Articles externes
- « Boule et Bill -5- 60 gags de Boule et Bill N° 5 », sur bedetheque.com.
- Boule et Bill - Tome 8 : Souvenirs de famille sur dupuis.com (consulté le 13 mars 2022).
- Boule et Bill - Tome 9 : Le fauve est lâché sur dupuis.com (consulté le 13 mars 2022).